# 魚鱗甲
魚鱗甲（ぎょりんこう）は、中国の甲冑・鎧の形式の1つ。

## 概要
楕円形の金属の小片を布や革の下地に綴じ合わせた、いわゆるスケイルアーマーの一種。秦の時代までの中国では、方形の板をタイル状に並べてつなぎ合わせた札甲と呼ばれるラメラーアーマーの一種が用いられていたが、前漢の頃から武具の製造技術の改良が進み、上位の軍人を中心に鱗状の鎧が用いられるようになった。その後、魚鱗甲と札甲は、共に中国の甲冑の基本的な様式として発展し、金属製の甲冑が廃れる清の時代まで長らく使用された。

## 構造
円形か楕円形の金属片を綴るが、一部には方形の甲片の角を丸くしたものも見られる。甲片に空けられた穴に紐を通して、甲片同士が互いに重なり合うように下地に縫いつけていく。札甲は甲片の繋ぎ目が露出しているため、紐が摩耗してほどけたり、武器で切られたりする危険があったが、魚鱗甲は繋ぎ目が上下の段や左右の列に隠されているため、そうした危険が少なく、数か所が切れた程度では容易には損壊しないようになっていた。鎧は胴回りと、上腕部、腰部から構成されており、部位によって紐の通し方や甲片の形が異なっていた。絵図の中には、鎧の裾を膝辺りまで長く延ばし、大腿部を保護する機能を持たせた物も見られる。また、漢代の兵馬俑の一部は、脚部を守る髀褌と呼ばれる革製の腰巻きをつけている。これは日本の甲冑における佩楯にあたり、主に騎兵や位の高い一部の武人が身に着けたと思われる。